# Nojabr'sk
Nojabr'sk (anche traslitterato come Noyabrsk) è una città della Siberia Occidentale, situata nel Circondario autonomo Jamalo-Nenec. Il suo nome viene dal russo Ноябрь (Nojabr') che significa novembre.

## Storia
La sua fondazione è recentissima. Poco prima del 1975, degli elicotteri atterrarono nei pressi del fiume Itu-Jacha e iniziò la costruzione di una centrale per l'estrazione del petrolio. Nel novembre 1976 fu costruita una ferrovia e sulle rive vicine del lago Chanto fu fondato un piccolo villaggio.
Il 26 ottobre 1977 il villaggio prese il nome di Nojabr'sk; l'insediamento acquisì lo status di villaggio urbano il 12 novembre 1979, mentre il 28 aprile 1982 acquisì lo status di città.
La prima scuola di Nojabr'sk fu aperta nel 1977; oggi la città ha 14 scuole primarie e secondarie, un liceo, una scuola di musica e una di disegno per bambini.

## Galleria d'immagini

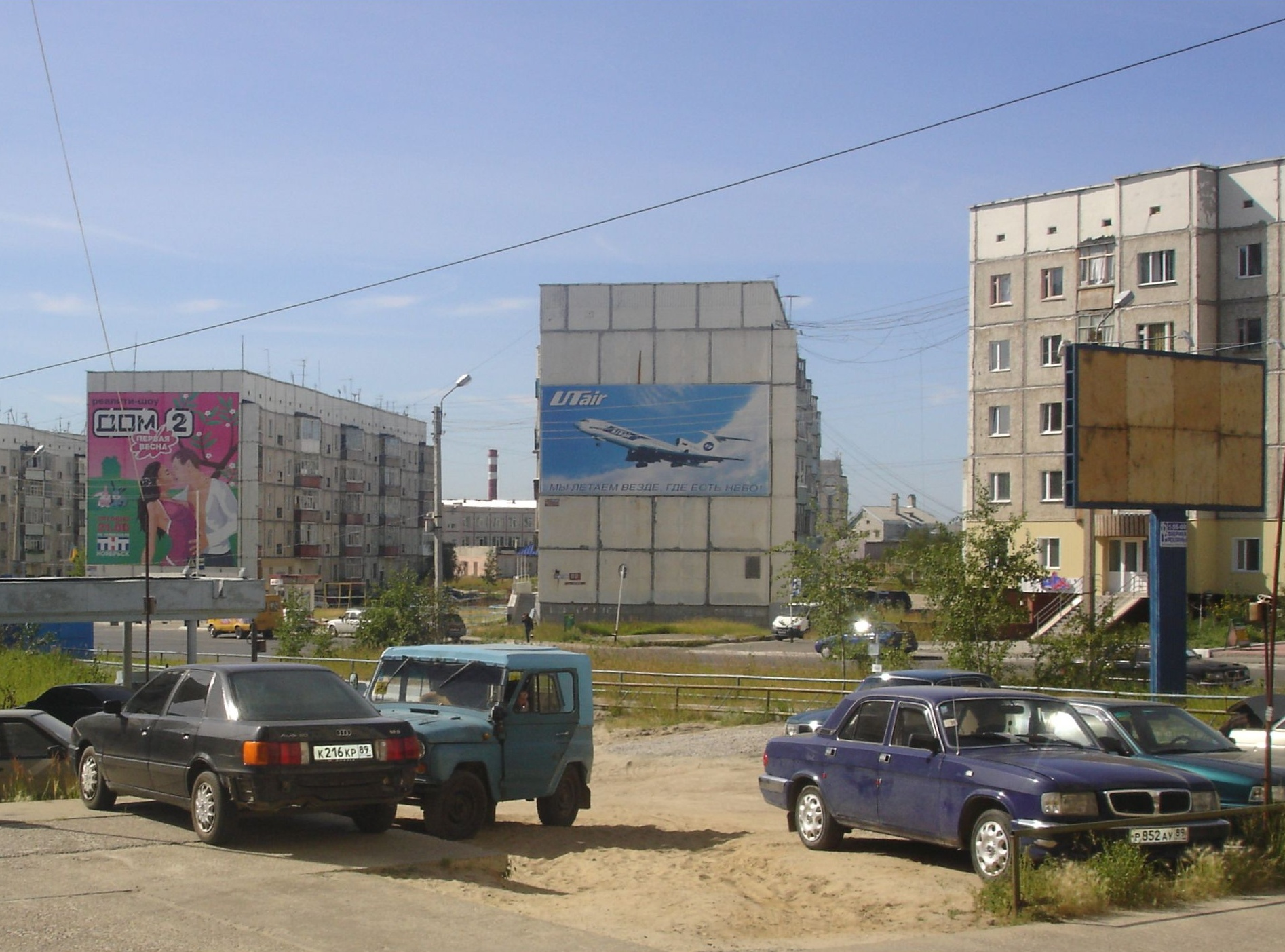
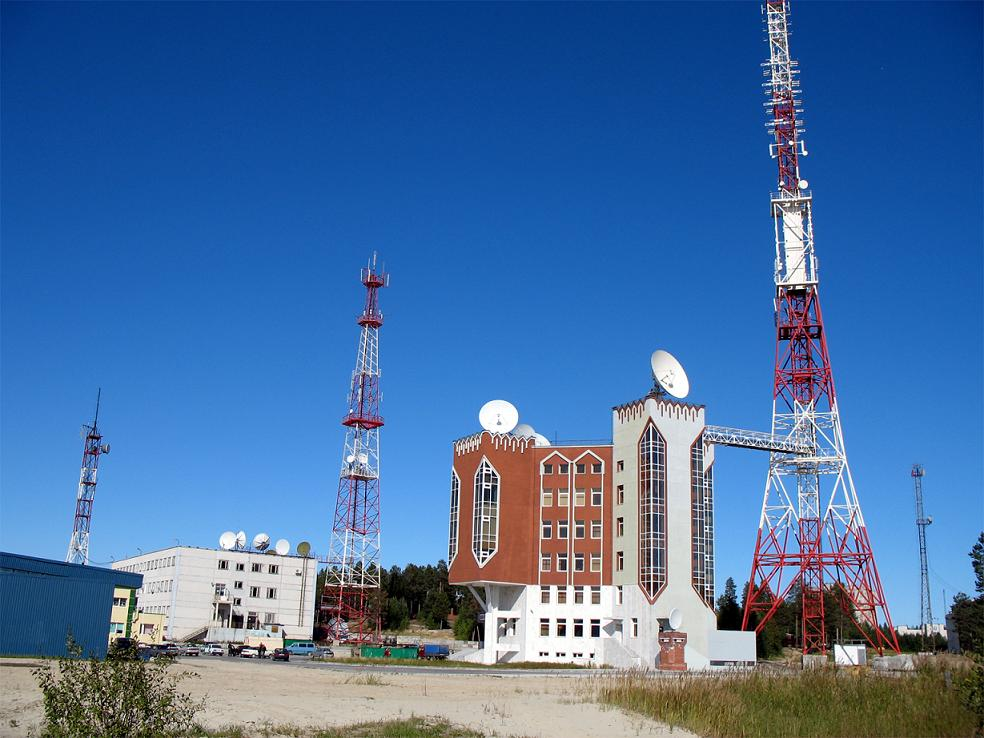
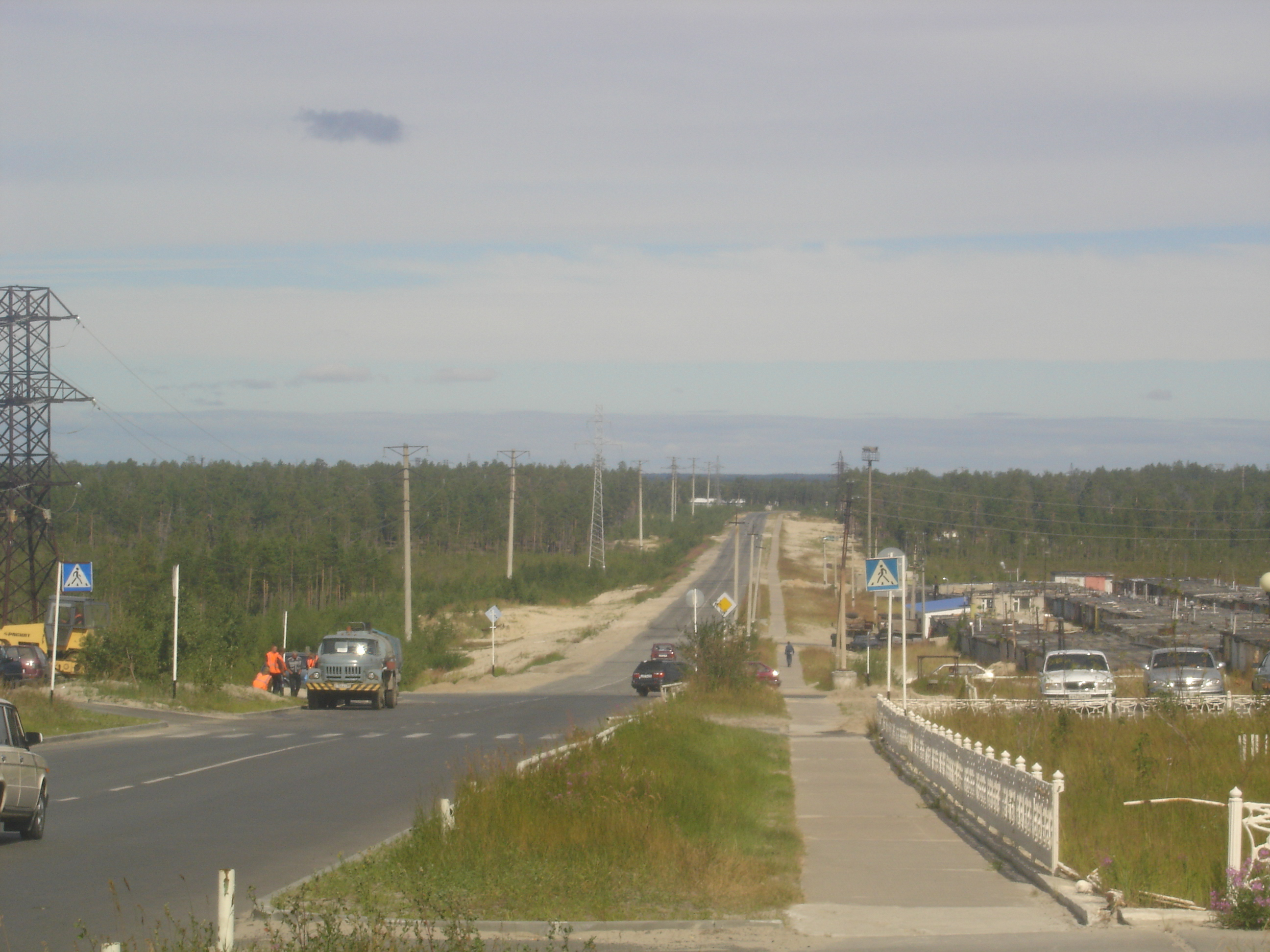
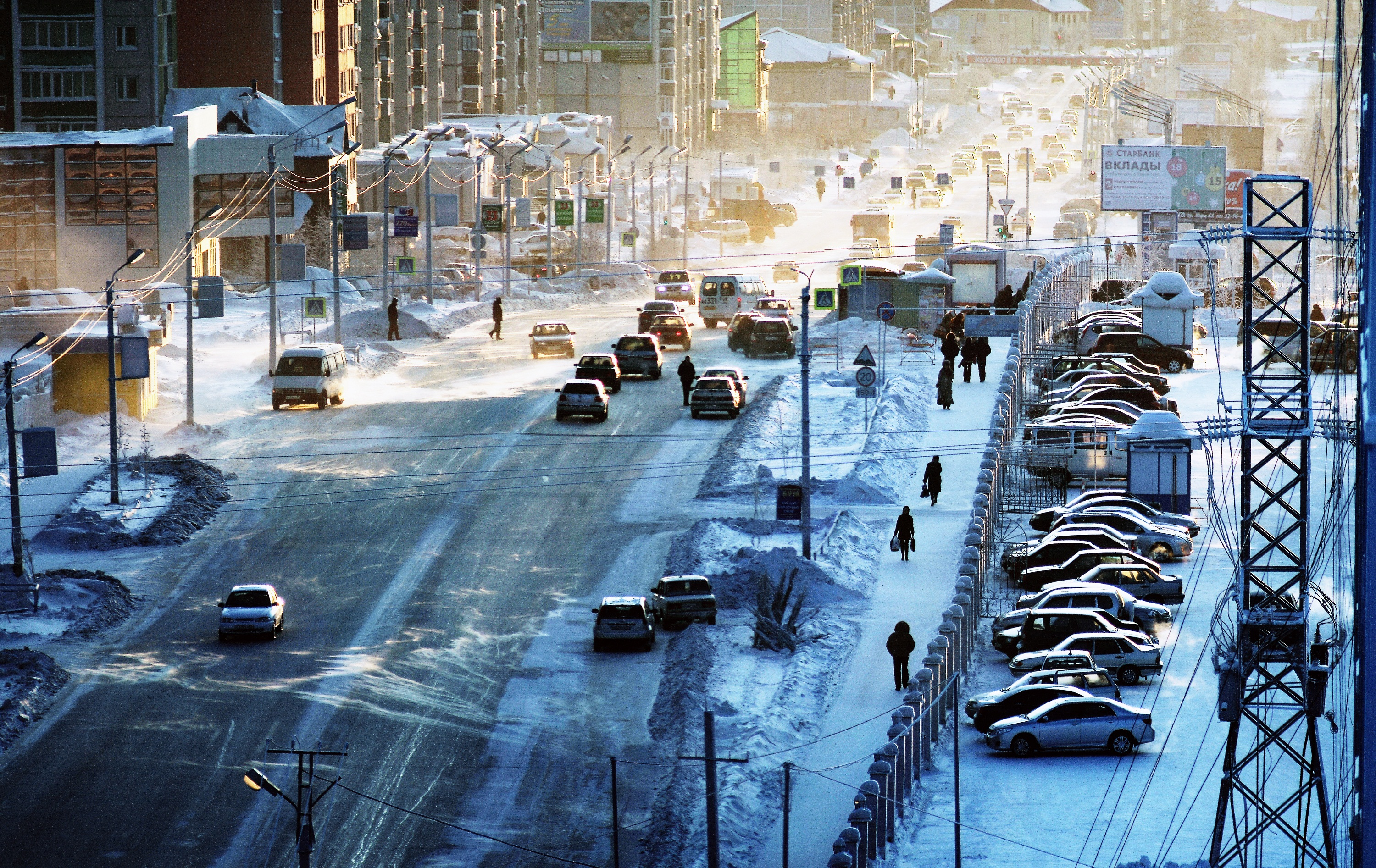

## Società

### Evoluzione demografica
Fonte: mojgorod.ru
| 1977  | 1986   | 1989   | 1996   | 2002   | 2007    | 2019    | 2023    |
| ----- | ------ | ------ | ------ | ------ | ------- | ------- | ------- |
| 1 523 | 68 000 | 85 800 | 95 500 | 96 400 | 109 900 | 106 135 | 101 235 |

## Amministrazione

### Gemellaggi
- Korosten', dal 1999